# Calvià
Calvià település Spanyolországban, a Baleár-szigeteken. Calvià Andratx, Estellencs, Puigpunyent és Palma de Mallorca községekkel határos. Lakosainak száma 53 491 fő (2024).

## Népesség
A település népessége az elmúlt években az alábbi módon változott:
| Lakosok száma | 38 841 | 42 983 | 45 284 | 50 777 | 52 451 | 52 272 | 49 580 | 49 333 | 52 458 | 53 491 |
|               | 2001   | 2003   | 2006   | 2008   | 2011   | 2013   | 2016   | 2018   | 2022   | 2024   |